# Calinita
La calinita -o kalinita- es un mineral de la clase de los minerales sulfatos. Fue descubierta en 1868 en el condado de San Bernardino, en California (EE. UU.), siendo nombrado así por su contenido en potasio -kalium en latín-. Un sinónimo poco usados es el de alumotriquita.

## Características químicas
Químicamente es un sulfato muy hidratado de potasio y aluminio, aceptado como mineral válido a pesar de ser idéntico al producto químico sintético (llamado alumbre) por aparecer de forma natural en la naturaleza con hábito característicamente fibroso, mientras que el producto químico cristaliza en sistema cúbico.

## Formación y yacimientos
Es un mineral raro, que se ha observado que aparece como mineral secundario en las zonas de oxidación de los yacimientos de minerales del aluminio, en forma de eflorescencias sobre pizarras alumínicas, en cuevas y en sublimados volcánicos.
Los principales yacimientos mundiales se encuentran en California y Nevada (EE. UU.) y en Calama (Chile). Suele encontrarse asociado a otros minerales como jarosita o pisanita.

## Usos
Se extrae mezclado con otros minerales del aluminio como mena de este metal.